# Jumanji
Jumanji é um filme americano de 1995 baseado em Jumanji, um livro infantil de 1982, escrito e ilustrado por Chris Van Allsburg. A história descreve um jogo de tabuleiro com temática da natureza, onde animais reais e outros elementos aparecem magicamente assim que um jogador joga os dados.
O filme é estrelado por Robin Williams, Bonnie Hunt, Kirsten Dunst, Bradley Pierce, Jonathan Hyde, David Alan Grier, Bebe Neuwirth e Adam Hann-Byrd, e é dirigido por Joe Johnston. Foram gastos em sua produção 65 milhões de dólares, com um retorno de US$ 262 milhões em todo o mundo. Recebeu críticas mistas, geralmente negativas.
Em 2017 o filme ganhou uma sequência: Jumanji: Welcome to the Jungle, estrelado por Dwayne Johnson, Karen Gillan, Kevin Hart, e Jack Black, que foi seguida dois anos depois por Jumanji: The Next Level.

## Enredo
Em 1869, perto de Brantford, New Hampshire, dois irmãos enterram um baú bem fundo no solo, ao som de estranhos tambores tribais, esperando que ninguém nunca vá encontrá-lo.
Cem anos mais tarde, em 1969, um garoto de 12 anos, Alan Parrish, visita a fábrica de calçados de propriedade de seu pai, Samuel. Ele encontra seu amigo Carl Bentley, um empregado, que revela um novo protótipo de sapato que ele mesmo inventou. Alan põe o sapato numa esteira e acaba quebrando uma máquina importante, mas Carl assume a responsabilidade e perde o emprego. Depois de ser atacado por vários garotos agressores que também roubam sua bicicleta, Alan segue o som de tambores tribais até um canteiro de obras. Lá ele encontra o baú contendo um jogo de tabuleiro chamado Jumanji, e o leva para casa.
Em casa, após uma discussão com Samuel sobre visitar um colégio interno, Alan planeja fugir. Sarah Whittle, sua amiga, chega para devolver sua bicicleta e eles começam a jogar Jumanji. A cada rodada, somando o resultado do lance dos dados, uma peça do jogo se move sozinha pelas casas do tabuleiro e uma mensagem enigmática que descreve o resultado da jogada é mostrada no cristal no centro do tabuleiro. Sarah joga os dados, mas aparentemente nada acontece. Alan joga os dados e uma mensagem lhe diz para esperar na selva até que alguém consiga tirar com os dados o número 5 ou 8; ele então é sugado para dentro do jogo. Logo após, um bando de morcegos aparece e persegue Sarah para fora da mansão.
Vinte e seis anos depois, Judy e Peter Shepherd se mudam para a mansão abandonada dos Parrish com sua tia Nora, já que seus pais morreram em um acidente de esqui numa viagem de férias no Canadá. No dia seguinte, Judy e Peter escutam os tambores tribais e encontram Jumanji no sótão; logo começam a jogar. O resultado dos números no lance dos dados invoca mosquitos gigantes e um grupo de macacos. As regras do jogo afirmam que tudo voltará ao normal quando o jogo terminar, ainda assim o jogo deve ser jogado até o fim. A jogada seguinte de Peter invoca um leão e liberta um Alan agora adulto, que corre até a fábrica de seu pai. No caminho, ele reencontra Carl, que agora está trabalhando como um oficial de polícia.
Na fábrica, agora abandonada, um homem sem-teto diz a Alan que após o seu desaparecimento, Samuel abandonou o negócio e procurou pelo seu filho até sua morte, quatro anos antes. O fechamento da fábrica devastou a economia da cidade. Percebendo que eles precisam de Sarah para terminar o jogo, os três a localizam — agora adulta e sofrendo vários traumas pelo desaparecimento de Alan na infância — e a convencem a continuar jogando. A jogada dos dados por Sarah faz crescer rapidamente plantas carnívoras e venenosas gigantes por toda a mansão, e junto a jogada de Alan é invocado um caçador maldoso chamado Van Pelt, que caça Alan desde sua infância na selva. A próxima rodada invoca um estouro da manada com diversos animais, causando um enorme tumulto, o que permite que um pelicano acabe roubando o jogo. Peter recupera o tabuleiro, mas Alan é preso por Carl, e Van Pelt rouba o jogo. Peter, Sarah e Judy localizam Van Pelt numa loja de departamentos, onde montam armadilhas para detê-lo e recuperar o jogo, enquanto Alan escapa do carro de Carl.
Quando os quatro retornam à mansão — agora completamente tomada pela selva e por animais selvagens — eles continuam jogando e liberando uma calamidade após a outra, até que um terremoto parte a mansão ao meio. Quando Van Pelt chega até Alan e se prepara para matá-lo, Alan finalmente chega ao fim do jogo, fazendo com que tudo o que aconteceu até então seja revertido completamente. De volta a 1969, Alan e Sarah voltam a ser crianças, mas com todas as memórias do jogo e dos eventos futuros. Alan se reconcilia com seu pai e admite que ele mesmo danificou a máquina da fábrica. Carl é recontratado e Samuel diz a seu filho que ele não tem que frequentar o colégio interno. Alan e Sarah jogam o Jumanji em um rio; em seguida compartilham seu primeiro beijo.
Nos dias atuais, Alan acaba assumindo os negócios do pai. Ele se casa com Sarah e estão à espera de seu primeiro filho. Numa festa de Natal da família Parrish, Judy, Peter e seus pais Jim e Martha são convidados, e Alan e Sarah acabam reencontrando as crianças. Alan oferece a Jim um emprego na fábrica, e o convence a começar o serviço o quanto antes, assim cancelando a viagem de férias ao Canadá e evitando a morte dos dois.
Longe dali, numa praia, duas jovens escutam estranhos tambores tribais durante sua caminhada; o tabuleiro de Jumanji é mostrado parcialmente enterrado na areia.

## Frases do Jumanji
- Cada vez que é feita uma jogada, aparece no tabuleiro uma frase curta e rimada que indica a próxima aparição. Abaixo estão todas as frases, na ordem em que aparecem no filme:

"À noite eles voam, é melhor correr, essas coisas com asas querem te morder." (quando os morcegos saem do jogo)
"Na selva você deve esperar, até um cinco ou um oito alguém tirar." (quando Alan é sugado para dentro do jogo)
"Uma pequena picada pode te fazer coçar, te fazer espirrar, te incomodar." (quando os pernilongos saem do jogo)
"Fácil não vai ser esta missão. Macacos atrapalham a expedição." (quando os macacos invadem a cozinha)
"Tem dentes afiados e gosta de comer, se quiser ser poupado é melhor correr." (quando o leão sai do jogo)
"Mais rápido do que bambu eles crescerão, tome cuidado, ou eles te pegarão." (quando as trepadeiras venenosas saem do jogo)
"O homem da Floresta escura, caça em você a criança pura." (quando o caçador, Van Pelt, sai do jogo)
"Trovão não é, não seja enganado. Se ficar no caminho vai ser pisoteado." (quando a manada de animais sai do jogo)
"Uma lei de Jumanji acaba de quebrar. Mais do que sua peça você irá voltar." (quando, ao tentar trapacear, Peter vira um macaco)
"Todo mês, quando há lua cheia, uma enchente deixa a coisa feia." (quando uma forte chuva cai e, junto da enchente que ela provoca, vêm também crocodilos)
"Cuidado com o chão, pode ficar mole, o solo se abre e depois te engole." (quando o chão engole Alan)
"Eu tenho uma lição a lhe ensinar, às vezes uma jogada tem que voltar." (quando Alan está sendo engolido pelo solo, Judy pensa rápido e joga antes que Alan seja totalmente engolido)
"Precisam de uma mão? Nós ajudaremos! Oito patas cada uma é o que nós temos." (quando o grupo é atacado por aranhas)
"Você está quase lá e pode vencer, mas bem agora o chão começa a tremer." (quando acontece um terremoto e a casa se parte ao meio)

## Lançamento
Jumanji foi lançado nos cinemas em 15 de dezembro de 1995.

### Home media
Jumanji foi lançado pela primeira vez em VHS em 14 de maio de 1996 e relançado como DVD da série Collector's em 25 de janeiro de 2000. Isto foi seguido por um lançamento inicial em Blu-ray em 28 de junho de 2011. O Blu-ray foi relançado como uma edição do 20º aniversário em 14 de setembro de 2015 (com a mesma transferência encontrada no lançamento de 2011). Uma versão restaurada foi lançada em 5 de dezembro de 2017 em Blu-ray e 4K UHD para coincidir com a estreia da sequência de 2017.

## Spin-off e sequência

### Zathura: Uma Aventura Espacial
Zathura: A Space Adventure, o "sucessor espiritual" que foi comercializado como sendo da mesma continuidade com uso variado do slogan, "Do mundo de Jumanji", foi lançado como um longa-metragem em 2005. Ao contrário do livro Zathura, o filme não faz referências ao filme anterior fora da declarações de marketing. Ambos os filmes são baseados em livros escritos por Chris Van Allsburg. Com os filmes sendo baseados em livros que acontecem na mesma série, os filmes vagamente fazem referência a esse conceito a partir dos romances por terem um conceito e temas similares.

### Jumanji: Bem-Vindo à Selva
Em julho de 2012, surgiram rumores de que um remake do filme já estava em desenvolvimento. Em uma conversa com o The Hollywood Reporter, o presidente da Columbia Pictures, Doug Belgrad, disse: "Vamos tentar reimaginar Jumanji e atualizá-lo para o presente". Em 01 de agosto de 2012, foi confirmado que Matthew Tolmach estaria produzindo a nova versão ao lado de William Teitler, que produziu o filme original.
Em 5 de agosto de 2015, a Sony Pictures Entertainment anunciou seus planos de filmar um remake e definiu a data de lançamento para 25 de dezembro de 2016. A recepção da redes sociais a este anúncio foi negativa, com alguns cartazes dizendo que este anúncio veio logo após o anúncio da morte de Robin  Williams. A notícia também foi fortemente criticada por Bradley Pierce e pelo E! Notícias, o último dos quais afirmou que eles sentiram que o remake foi "desnecessário e meio ofensivo". Em 14 de janeiro de 2016, foi anunciado que Jake Kasdan iria dirigir o remake. Em 20 de janeiro de 2016, foi anunciado que o remake foi adiado para 28 de julho de 2017. Em abril de 2016, Dwayne Johnson assinou contrato para produzir e estrelar o remake, enquanto a Variety, TheWrap e o Deadline relataram que Kevin Hart, Jack Black e Nick Jonas estavam sondados para co-estrelar o filme. Em agosto de 2016, Dwayne Johnson confirmou que o filme não seria um remake, e sim uma continuação do filme de 1995 e que seria filmado no Havaí. Em agosto, Johnson anunciou pelo  Instagram que Karen Gillan também foi escalada para o filme.
O filme, oficialmente intitulado Jumanji: Welcome to the Jungle, foi lançado em 20 de dezembro de 2017.

### Jumanji: The Next Level
O sucesso de Welcome to the Jungle levou a uma continuação com a mesma equipe, lançada em 2019.

## Recepção
Charles Cassady, em sua crítica para o Common Sense Media disse que o filme tem "algumas emoções, mas pode ser demais para os mais pequenos". Michael Dequina, do TheMovieReport.com escreveu que "todos os efeitos no mundo não podem disfarçar o enredo fino". Neil Smith, do BBC.com disse que "retirando o caos CGI (...) o que emerge é um conto bastante tocante de segundas chances e inocência prematuramente perdida". Roger Ebert, escrevendo para o Chicago Sun-Times chamou de "uma extravagância sombria de  efeitos especiais cheia de imagens grotescas, gerando medo e desespero". No Rotten Tomatoes, Jumanji tem uma taxa de aprovação de 53% de 36 avaliações, com uma classificação média de 5.7 / 10. No Metacritic, o filme alcançou 39 dos 100 pontos, indicando "revisões geralmente desfavoráveis".

## Elenco
- Robin Williams - Alan Parrish
- Bonnie Hunt - Sarah Whittle
- Kirsten Dunst - Judy Shepherd
- Bradley Pierce - Peter Shepherd
- David Alan Grier - Oficial Carl Bentley
- Jonathan Hyde - Van Pelt / Samuel "Sam" Parrish
- Bebe Neuwirth - Tia Nora Shepherd
- Patricia Clarkson - Carol Parrish
- Adam Hann-Byrd - Alan Parrish (criança)
- Laura Bell Bundy - Sarah Whittle (criança)
- James Handy - Caçador
- Gillian Barber - Sra. Thomas
- Brandon Obray - Benjamin
- Brenda Lockmuller - Pianista
- Cyrus Theideke - Caleb
- Darryl Henriques - Vendedor de armas
- Frederick Richardson - Barbeiro
- Gary Joseph Thorup - Billy Jessup
- June Lion - Baker
- Leonard Zola - Policial
- Lloyd Berry - Bum
- Malcolm Stewart - James "Jim" Shepherd
- Annabel Kershaw - Martha Shepherd
- Gary Joseph Thorup - Billy Jessup
- James Handy - Dedetizador
- Frank Welker - Efeitos vocais especiais

### Primeira dublagem brasileira
- Nelson Machado - Alan Parrish
- Alex Wendel - Alan Parrish (criança)
- Tânia Gaidarji - Sarah Whittle (criança e adulta)
- Letícia Quinto - Judy Shepherd
- Angélica Santos - Peter Shepherd
- Alessandra Araújo - Nora Shepherd
- Ézio Ramos - Carl Bentley
- Luiz Antônio Lobue - Van Pelt / Samuel "Sam" Parrish
- Patrícia Scalvi - Carol Parrish
- Carlos Silveira - Jim Shepherd
- Márcia del Mônaco - Martha Shepherd

### Dobragem portuguesa (VHS)
- Carlos Freixo - Alan Parrish
- Luísa Salgueiro - Sarah Whittle
- Paula Fonseca - Judy Shepherd
- Cristina Carvalhal - Peter Shepherd
- Natália Luíza - Nora Shepherd
- Paulo B. - Carl Bentley
- Manuel Cavaco - Van Pelt
- Luís Rizo - Sam Parrish